# Rudolf Briška
Rudolf Briška (18. dubna 1908 – 10. června 1971 Bratislava) byl slovenský ekonom, vysokoškolský profesor, představitel slovenské politické ekonomie tržního hospodářství.

## Dílo (výběr)
- Remeslo a velkovýroba (1939) (habilitační práce)
- Národné hospodárstvo (1941) (syntetické dílo)
- Vojnové hospodárstvo (1942)
- Národohospodárská teória a prax 1-2 (1943, 1948)

V roce 1991 se stal nositelem Řádu Tomáše Garrigue Masaryka IV. třídy in memoriam.